# Histoire de la radio en France
Malgré quelques tentatives dès la fin du XIXe siècle, la radio ne parvient à se développer en France que pendant l'entre-deux-guerres. Après des années sombres entre 1940 et 1944, la radio devient un monopole d'État. Elle est toutefois « libéralisée » en 1981 pour la bande FM, sous l'influence de François Mitterrand, après une période où des stations pirates clandestines et des radios dites « libres » ont commencé à se multiplier vers la fin des années 1970.

## Historique

### 1898-1914: les débuts de la radio
Le 5 novembre 1898, Eugène Ducretet fait une démonstration publique de transmission par « télégraphie sans fil » entre la Tour Eiffel et le Panthéon. À la suite des travaux de l'Américain Lee De Forest (1906), on passe de la « télégraphie sans fil » à la « téléphonie sans fil ».
Afin d'éviter la destruction de la Tour Eiffel, Gustave Eiffel propose en 1903 les services de sa tour métallique à Gustave Ferrié, pionnier de la télégraphie sans fil, qui utilisait jusque-là des ballons qui dépliaient dans les airs des antennes reliées au sol. Gustave Ferrié tend donc cette année-là six fils d’antenne qui partent du sommet de la tour. Afin d’éviter les crépitements d’étincelles de l’émetteur, gênants pour le voisinage, la station de radio est enterrée sous le Champ-de-Mars. Par ces expérimentations, Gustave Ferrié espère convaincre l'armée de la pertinence du développement de la radio.
À cette époque, en effet, l'usage de la radio se limite aux usages militaires et maritimes, et la Marine nationale utilise la TSF dès 1905. On installe de nombreux émetteurs, tant en métropole que dans les colonies et, en 1906, l'armée de terre place ses propres émetteurs sur la tour Eiffel. Les PTT utilisent également la TSF pour des liaisons de télégraphie. Les événements de la Grande Guerre conduisent, à partir du 28 septembre 1914, à encadrer strictement l'usage de la radio.

### 1918-1940: l'entre-deux guerres, période de développement de la radio
La paix retrouvée, deux choix s'offrent aux pouvoirs publics : établir un monopole au profit de l'État (cas de la majorité des pays), ou bien laisser se développer des radios privées. On décide de créer des radios d'État tout en laissant se développer les radios privées. C'est le début de l'épopée radiophonique en France. La première émission de radio en France destinée au public a lieu le 24 décembre 1921 du fait de Radio Tour Eiffel. En 1922, la Société française radio-électrique (SFR) obtient une autorisation d'émettre et crée ainsi la première radio privée Radiola.
En 1939, on trouve comme principales radios d'État à Paris :
- Radio Tour Eiffel qui émet du 24 décembre 1921 à 6 juin 1940.
- Radio Paris, créée privée, elle émet à partir du 6 novembre 1922 sous le nom de Radiola par la Société française radio-électrique (SFR). Elle est renommée le 29 mars 1924 puis elle est nationalisée le 17 décembre 1933. Après juin 1940, Radio Paris continue d'émettre mais sous contrôle des collaborateurs et des nazis, d'où la ritournelle (sur l'air de la Cucaracha) « Radio Paris ment, Radio Paris ment, Radio Paris est allemand ».
- Radio PTT qui émet du 20 janvier 1923 à juin 1940.
- Paris Mondial qui émet du 30 avril 1931 au 17 juin 1940. Appelée à l'origine Poste colonial, elle émet en une vingtaine de langues et est l'ancêtre de l'actuelle RFI.

À Paris, il existe aussi des radios privées : Poste Parisien, Radio Cité (à l'origine Radio LL), Poste de l’Ile de France (à l'origine Radio Vitus) ou Radio 37.
Les postes d'émission se multiplient aussi en province, d'initiative soit publique (PTT), soit privée (généralement la SFR) : Radio Lyon (1924) et PTT Lyon-la-Doua (1925) à Lyon, PTT Marseille-Provence (1925) à Marseille, Radio Sud-Ouest (1924) et Radio Bordeaux-Lafayette (1926) à Bordeaux, Radio Toulouse (1925) et PTT Toulouse-Pyrénées (1925) à Toulouse, Rennes-Bretagne (1927) à Rennes, Radio Grenoble (1926) à Grenoble, Radio Alger (1926) à Alger, Lille PTT (1927) à Lille, Radio Juan-les-Pins (1927) à Cannes, Limoges PTT (1927) à Limoges, Radio Agen (1924) à Agen, Radio Montpellier (1925) et Montpellier-Languedoc (1929) à Montpellier, Radio Béziers (1926) à Béziers, Radio Strasbourg (1930) à Strasbourg, Radio Nîmes (1927) à Nîmes, Radio Normandie (1929) à Fécamp, Nice-Côte d'Azur (1931) à Nice, etc.
À l'étranger, Radio Luxembourg émet depuis le Grand Duché du Luxembourg à partir de 1933. Se développe ainsi le phénomène des radios périphériques comme Radio Andorre qui émet depuis la Principauté d'Andorre à partir de 1939.
L'invasion allemande de juin 1940 met fin à cette période de développement.

### 1940-1944: quelques radios collaboratrices et Radio Londres - Création de RMC
| Station            | Francs (1941) | Euros (2002) |
| ------------------ | ------------- | ------------ |
| Radio-Toulouse     | 505 000       | 139 400      |
| Radio-Lyon         | 205 000       | 56 600       |
| Radio-Méditerranée | 205 000       | 56 600       |
| Radio-Nîmes        | 45 000        | 12 400       |
| Radio-Agen         | 45 000        | 12 400       |
| Radio-Montpellier  | 45 000        | 12 400       |

C'est la Seconde guerre mondiale. De nombreuses radios cessent d'émettre au fur et à mesure de l'invasion allemande. Les radios qui subsistent sont fortement contrôlées.
La principale de ces radios collaboratrices est Radio Paris. Philippe Henriot est l'un des piliers de la collaboration culturelle et de la propagande vichyste. Il est assassiné par les résistants le 28 juin 1944.
La France libre n'est pas en reste avec les émissions de Radio Londres.
Les Allemands créent RMC en 1943.

### 1945-1980: monopole d'État - Radios périphériques et radios pirates
L'ordonnance du 23 mars 1945 établit le monopole d'État sur les stations de radio. Cependant, les années de guerre ont anéanti une grande part du réseau de transmission français. C'est sur un poste émetteur laissé par l'armée américaine qu'est créée une radio publique d'un style nouveau : « Paris Inter ». Elle commence à émettre sur la région parisienne le 16 février 1947. Diffusée sur toute la métropole à partir de l'émetteur d'Allouis, elle sera baptisée plus tard France 1 puis RTF Inter.
L'année charnière pour la radio est 1963. La RTF s'installe à la maison de Radio France, quai Kennedy, à Paris. On opère aussi une réorganisation des réseaux en 1963 lors de l'inauguration de la maison de la Radio. La grande station nationale généraliste « RTF Inter » devient France Inter. À côté, la RTF organise deux stations thématiques : France Culture (issue de la fusion de France III-National avec France II) et France Musique (ex-France IV Haute-Fidélité, créée en 1954). Deux autres suivront : France Inter Paris (1971, devenue FIP). Ces stations existent toujours. Un an plus tard, l'ORTF est créée afin de donner plus de liberté à l'organisme audiovisuel que ne l'était la RTF. 
Pour autant les deux stations culturelles proposent une programmation austère et élitiste et l'ORTF est toujours assez largement soumise à l'exécutif notamment en ce qui concerne les bulletins d'information dont France Inter est chargé de produire et de diffuser sur les chaînes. Seule FIP possède sa propre rédaction à l'époque.
En 1974, l'ORTF est démantelée et le secteur radio échoit à l'entreprise publique Radio France. Radio France est lancée le lundi 6 janvier 1975 à minuit. La première PDG Jacqueline Baudrier s'est d'ailleurs exprimée à l'antenne de France Inter. À cette occasion RFI (1975) (reprise de l'ancienne Paris Mondial) est créée puis a quitté le giron de Radio France dans les années 1980.
Deux phénomènes se développent en réaction à ce monopole : les radios périphériques et les radios pirates ou « radios libres », diffusant notamment sur la bande FM.

#### Radios périphériques
Mais malgré le monopole, d'autres radios parviennent à émettre en France depuis l'étranger. Outre Radio Andorre, d'une part, dont les programmes continuent en espagnol et en catalan durant la guerre, Radio Luxembourg et RMC, d'autre part, qui reprennent leurs programmes après la guerre (programmes évidemment différents de ceux pro-allemands de la guerre pour RMC), une nouvelle radio périphérique (c'est comme cela que l'on appelait ces radios qui émettaient depuis des pays situés à la périphérie de la France) est créée en 1955 : Europe no 1, devenue Europe 1 par la suite. Son ton moderne et tourné vers les jeunes (avec notamment la célèbre émission Salut les Copains) remporte un vif succès, à tel point qu'elle ringardise bientôt Radio Luxembourg et Paris Inter surnommées alors « radios à papa » par la jeune génération férue de musique anglo-saxonne et notamment de rock 'n' roll diffusée sur l'antenne d'Europe 1. Ces radios réagissent dans les années 1960 en se modernisant et en changeant de nom (Paris Inter devient France Inter en 1963 et Radio Luxembourg devient RTL en 1966). Une autre radio périphérique importante commence à émettre dans le sud de la France au début des années 1960 : c'est Sud Radio, à partir d'un émetteur situé sur le territoire de la Principauté d'Andorre.
Les radios périphériques placent leurs émetteurs hors du sol français, mais le plus proche possible des frontières afin de pouvoir être reçues en France. Les principales sont, dans les années 1960 et 1970, RTL qui émet depuis le Luxembourg, RMC depuis Monaco, Europe 1 qui émet depuis la Sarre (en Allemagne), Radio Andorre et Sud Radio qui émettent depuis l'Andorre.

#### Radios pirates
Mais de nombreuses autres radios se sont développées illégalement sur le sol français, principalement dans la bande FM. On les appelle les radios pirates. Le phénomène se développe surtout à partir de la fin des années 1970. Il faut citer : Radio Campus à Villeneuve-d'Ascq, Radio cœur d'acier à Longwy et sur tout le bassin sidérurgique lorrain, Radio Ivre à Paris, Radio Verte à Béziers, Radio Active à Lyon, L'Eko des Garrigues et Radio Fil Bleu à Montpellier.

### 1980-1981: réaction de Radio France - Fin du monopole - Radios libres
Consciente du phénomène, en 1980, Radio France lance cinq nouvelles stations : Radio 7 et Radio Bleue, ciblant pour l'une les jeunes et pour l'autre la « troisième jeunesse », ainsi que trois stations régionales : Fréquence Nord, Radio France Mayenne et Radio France Melun.
Malgré les efforts de Radio France, le monopole prend fin le 9 novembre 1981. C'était une des promesses de François Mitterrand pour l'élection présidentielle. Les radios pirates deviennent des radios libres. En définitive, les radios libres ont permis de donner la parole à des minorités, à des groupes, à des communautés spécifiques, par qui et pour qui elles ont pu avoir été conçues. Ces personnes ont pu alors avoir accès à des médias qui leur sont propres, qui leur permettent de cultiver leurs identités tout en les faisant connaître aux autres.

### 1982-2018: besoin d'une autorité de régulation - Radios privées
À partir de 1981, les radios libres ne sont plus illégales. Cependant, en raison des particularités propres à la communication par ondes radio, notamment l'attribution de fréquences, il apparaît très vite nécessaire de mettre en place une autorité qui puisse répartir ces fréquences, de manière indépendante. La loi du 29 juillet 1982 crée la Haute Autorité de la communication audiovisuelle qui est chargée d'attribuer les fréquences et de garantir l'indépendance des radios qui restent dans le secteur public (celles de Radio France). La Haute autorité sera remplacée en 1986 par la Commission nationale de la communication et des libertés (CNCL), puis par le Conseil supérieur de l'audiovisuel (CSA) en 1989.
Afin que les autorisations d'émettre ne soient pas distribuées arbitrairement et pour garantir l'éclectisme de l'offre radio, des conditions sont posées et chaque demande d'autorisation doit être accompagnée d'un cahier des charges qui décrit le type de programmes qui seront émis.
Le paysage français de la radio privée va se former progressivement. Les anciennes radios périphériques sont conservées, sauf Radio Andorre qui périclite. De nombreuses radios sont créées, souvent par des anciens des radios pirates. Dès 1981 naissent : NRJ (la Nouvelle Radio des Jeunes), Radio Nova, Radio Contact devenue Nostalgie, RFM ou encore Cité Future devenue Skyrock, ainsi que de très nombreuses radios locales.
Dans les années 1980, les radios ont très généralement un statut associatif. Elles peinent assez souvent à trouver des crédits et vivent de subventions publiques ou privées. Ce n'est qu'en 1984 que la publicité sera officiellement autorisée à la radio. De 1981 à 1984, TDF brouillera (sur ordre du pouvoir) des radios de droit privé faisant de la publicité et dont les émetteurs étaient en Italie ; citons Radio Midi, Radio K ou encore Radio Vingt Mille (basée à Vintimille, en Italie).
L'offre radiophonique publique évolue elle aussi : France Info est créée le 1er juin 1987. Une quarantaine de radios locales sont aussi créées par Radio France, elles seront unifiées en 2000 dans le réseau France Bleu. En 1997, Le Mouv' est créé, elle vise le public jeune.
Au fur et à mesure, les différentes radios vont être réunies au sein de quelques grands groupes comme RTL Group regroupant les radios RTL, RTL2 et Fun Radio, NRJ Group regroupant les radios NRJ, Nostalgie, Chérie FM et Rire et Chansons, NextRadioTV regroupant les radios RMC et BFM ou encore Lagardère Active regroupant les radios Europe 1, Virgin Radio (anciennement Europe 2) et RFM. Certains voient dans ces conglomérats une diminution de la liberté des radios. Toutefois, les radios associatives restent très nombreuses, au nombre de 600, et détiennent un tiers des fréquences analogiques allouées au secteur privé sur tout le territoire et les collectivités d'outre-mer. Elles sont regroupées au sein d'une organisation professionnelle qui tire sa légitimité de l'article 29 de la Loi de 1986 sur la Liberté de Communication, le Syndicat national des radios libres (SNRL) présidée par un magistrat.
En 1991, le CSA décide d'attribuer une fréquence unique aux radios d'autoroutes. On leur réserve 107,7 MHz en isofréquence, à la limite de la bande FM. Aujourd'hui cinq stations se partagent le territoire, chacune affiliée à une société concessionnaire d'autoroutes.
En septembre 2016, le Conseil d'État autorise les grands groupes de radios à acheter des stations supplémentaires.

## Radio numérique
Tout comme de nombreuses radios internationales utilisant les ondes courtes, l'abandon des fréquences exploitées en grandes ondes pour les stations de couverture nationale comme France Inter, Radio Monte-Carlo, Europe 1 et RTL ainsi que des ondes moyennes pour d'autres stations principalement régionales comme Sud Radio, la volonté des pouvoirs publics consiste à transférer définitivement les stations utilisant la bande FM vers le réseau numérique Digital Audio Broadcasting (DAB+). Toutefois, malgré le succès de la radio IP (via Internet) et l'introduction de la technologie DAB+ dès les années 2000, principalement sur pression des grands groupes privés comme NRJ, Europe 1 ou RTL, la bande FM se maintient en parallèle des réseaux numériques.

## Quelques dates-clés

### Concernant les programmes d'information
- 6 janvier 1923 : le premier journal parlé est émis sur Radiola initié par Maurice Vinot.
- 6 octobre 1923 : le premier reportage en direct a lieu toujours sur Radiola depuis la Salle Wagram, c'est un match de boxe.
- Avril-mai 1936 : première campagne électorale radiodiffusée.

### Concernant les programmes de sport
- 6 mai 1923 : premier reportage en quasi-direct du match de boxe Carpentier-Nilles, sur Radiola, par Edmond Dehorter.
- juillet 1929 : première retransmission en direct du Tour de France.
- Été 1936 : retransmission radiophonique en direct des Jeux Olympiques de Berlin.

### Concernant les programmes culturels
- 1925 : Radio Mont-de-Marsan parvient à relier une platine disque (alors appelé pick-up) à un micro. Cette innovation, imaginée par le technicien de la station M. Trubert permet la radiodiffusion de disques avec une bonne qualité sonore. Jusque-là, on devait en effet se contenter de placer un micro devant un haut-parleur, occasionnant une perte de qualité du son. On préférait alors faire jouer en direct des orchestres. Dans les deux ans qui suivent, toutes les stations de France s'équipent de pick-up.
- Avril-mai 1936 : naissance du « crochet radiophonique » sur Radio Cité.
- 1937 : le Poste Parisien lance l'émission « Les Incollables » qui sera ensuite déclinée sur RTL sous le titre des « Grosses têtes ».

### Concernant les programmes religieux
- janvier 1927 : premiers sermons religieux radiodiffusés (Radio Paris).

## Archives
Si les premières émissions de radio régulières sont diffusées en France à partir du début des années 1920, ce n'est qu'après la Seconde Guerre mondiale que naît le souci de leur archivage. Auparavant, sauf exception, elles sont en direct et non enregistrées. Après la Libération, les radios privées sont interdites et ce média devient un monopole de l'État. En 1946, un an après sa création, la Radiodiffusion française (RDF) se dote d'une phonothèque centrale, chargée de récolter les archives radiophoniques. Cette entreprise est favorisée par divers progrès techniques et par le développement des programmes enregistrés au détriment du direct. Dès 1953 sont aussi menées des opérations de restauration des archives. En 1964, à la suite de la création de la Maison de la radio, la phonothèque est réunie avec d'autres services au sein de la Direction des services de conservation des archives radio. Il est à noter qu'une sélection est réalisée quant aux archives à conserver, les programmes dits sérieux (œuvres dramatiques, journaux d'informations) étant privilégiés, tandis que les jeux et les variétés sont laissés de côté.
L'Office de radiodiffusion-télévision française (ORTF) éclate en 1974 et l'Institut national de l'audiovisuel (INA) est créé l'année suivante afin de recueillir les archives audiovisuelles publiques mais sans viser l'exhaustivité. La prise en compte de l'importance du patrimoine audiovisuel naît plutôt dans les années 1980, aboutissant à la création du dépôt légal de l'audiovisuel en 1992. Dès lors, la totalité des émissions publiques sont enregistrées, mis à part les antennes locales de France Bleu, pour lesquelles le dépôt légal devient effectif à partir de 2016. Quant aux radios privées, le dépôt légal devient obligatoire à compter de 2002 pour celle disposant de plus de 50 émetteurs dans le pays. Avant cette date, les archives des stations privées (notamment pour les radios libres ou pirates) sont difficiles d'accès, leur contenu et leur fonds variant selon les stations étudiées, même si des archives enregistrées par des particuliers ou des associations existent (par exemple celles du Comité d'histoire de la radiodiffusion).
Les études universitaires concernant les médias, dont la radio, prennent leur essor dans les années 1980 et sont facilitées en 1995 par l'ouverture du centre de documentation de l'Inathèque. Les Archives nationales conservent également des fonds radiophoniques.
Concernant les archives écrites sur le sujet (rapports d'écoute, projets d'émission, documents préparatoires ou encore courriers d’auditeurs note l'historienne Marine Beccarelli), les fonds sont en majorité conservés au Centre des archives contemporaines (CAC) des Archives nationales, à l'INA et à Radio France, ainsi que dans certains centres d'archives départementales, sans compter les fonds privés, les stations en elles-mêmes et les archives de la presse spécialisée.

### Crédit d'auteurs
- Cet article est partiellement ou en totalité issu de l'article intitulé « Radio en France » (voir la liste des auteurs).